# John Stephenson (acteur)
Pour les articles homonymes, voir John Stephenson et Stephenson.
John Stephenson est un acteur américain né le 9 août 1923 à Kenosha, Wisconsin (États-Unis) et mort le 15 mai 2015 .

## Filmographie

### Cinéma
- 1955 : The Looters (it) d'Abner Biberman : Lieutenant Stevenson
- 1955 : La Peur au ventre (I Died a Thousand Times) : Pfeiffer
- 1956 : L'Enfant du divorce (Teenage rebel) : Eric McGowan, Dodie's Dad
- 1957 : The Night Runner Abner Biberman : Dr Crawford
- 1957 : The Careless Years : Charles Meredith
- 1966 : The Man Called Flintstone : voix additionnelles (voix)
- 1968 : Hellfighters : Mr. Chapman (U.S. Embassy, Venezuela)
- 1969 : L'Étau (Topaz) : State Department interrogator
- 1973 : Le Petit Monde de Charlotte (Charlotte's Web) : Arable (voix)
- 1974  : Le Nouvel Amour de Coccinelle (Herbie Rides Again) de Robert Stevenson :
- 1975 : Enfin l'amour (At Long Last Love) de Peter Bogdanovich : Abbott (Poker Party)
- 1980 : Yogi's First Christmas : Doggie Daddy / Mr. Dingwell (voix)
- 1986 : InHumanoids: The Movie (voix)
- 1986 : Transformers: Five Faces of Darkness (vidéo) : Alpha Trion / Kup (voix)
- 1987 : Yogi Bear and the Magical Flight of the Spruce Goose : Doggie Daddy / Pelican
- 1987 : No Man's Valley : Herman (voix)
- 1989 : Little Nemo: Adventures in Slumberland : Oompo (voix)
- 1994 : The Flintstones: Wacky Inventions (vidéo) : Mr. George Nate Slate (voix)
- 1996 : The Flintstones Christmas in Bedrock (vidéo) : Mr. Slate (voix)
- 2000 : Les Pierrafeu à Rock Vegas (The Flintstones in Viva Rock Vegas) : Showroom Announcer (voix)
- 2010 : Scooby-Doo ! Abracadabra (vidéo) : Le shérif (voix)

### Télévision

#### Téléfilm
- 1974 : Cyrano (TV) : Richelieu (voix)
- 1975 : Le Dernier des Mohicans (The Last of the Mohicans) (TV) : Colonel Allen Munro / Delaware Chief
- 1977 : 5 Weeks in a Balloon (TV) (voix)
- 1977 : The Hobbit' (TV) : Dori / Great Goblin / Bard (voix)
- 1977 : A Flintstone Christmas (TV) : Mr. George Nate Slate (voix)
- 1979 : The Flintstones Meet Rockula and Frankenstone (TV) : Rockula (voix)
- 1979 : Casper's First Christmas (TV) : Yogi Bear / Augie Doggie / Doggie Daddy / Quick Draw McGraw / Snagglepuss / Huckleberry Hound / Hairy Scary
- 1979 : The Flintstones Little Big League (TV) : Mr. George Nate Slate (voix)
- 1979 : Gulliver's Travels (TV) (voix)
- 1979 : The Puppy's Great Adventure (TV) : Father (voix)
- 1979 : The Incredible Detectives (TV) (voix)
- 1980 : The Puppy's Amazing Rescue (TV) : Father (voix)
- 1980 : The Return of the King (TV)
- 1980 : The Flintstones' New Neighbors (TV) : Frank Frankenstone (voix)
- 1980 : Fred's Final Fling (TV) : Frank Frankenstone (voix)
- 1980 : The Flintstones: Fred's Final Fling (TV) : Frank Frankenstone / Dinosaur / Monkey #1 (voix)
- 1981 : Flintstones: Jogging Fever (TV) : Frank Frankenstone / Mr. Slate
- 1981 : The Puppy Saves the Circus (TV) : Dad / Abdullah (voix)
- 1987 : The Jetsons Meet the Flintstones (TV) : George Nate Slate / Moderator / Investor / Poker Player (voix)
- 1989 : Pryde of the X-Men (TV) : Professor Charles Xavier (voix)
- 1989 : Marvin: Baby of the Year (TV) : Roy (Marvin's Grandfather) (voix)
- 1993 : I Yabba-Dabba Do! (TV) : Mr. George Nate Slate (voix)
- 1993 : Hollyrock-a-Bye Baby (TV) : Mr. George Nate Slate (voix)
- 1994 : Le Conte de Noël des Pierrafeu (A Flintstones Christmas Carol) (TV) : Mr. George Nate Slate (voix)
- 1995 : Truman (TV) : H.V. Kaltenborn (voix)
- 2001 : The Flintstones: On the Rocks (TV) : Mr. Slate / Old Man (voix)

#### Série télévisée
- 1957 : Pouf et Riqui : narrateur (voix)
- 1964 - 1966 : The Peter Potamus Show : Colonel Fusby (voix)
- 1965 : Agent sans secret ("The Secret Squirrel Show") : chefWinchley (voix)
- 1966 : Abbott & Costello : voix additionnelles (voix)
- 1966 : Frankenstein, Jr. and the Impossibles (série TV) : Professor Conroy (voix)
- 1967 : Samson & Goliath : voix additionnelles (voix)
- 1967 : The Atom Ant/Secret Squirrel Show (série TV) : Chief Winchley (voix)
- 1967 : Atomas, la fourmi atomique ("The Atom Ant Show") (série TV) : Narrator
- 1967 : Birdman and the Galaxy Trio (série TV) : Various (voix)
- 1967 : Mightor (série TV) : Pondo / Ork / Tog / Rollo (voix)
- 1962 : Les Jetson (The Jetsons) : voix additionnelles (1967- ) (unknown episodes)
- 1968 : Arabian Knights (série télévisée) : Fariik (voix)
- 1968 : Les Fous du volant ("Wacky Races") (série télévisée) : Luke / Blubber Bear (voix)
- 1968 : Banana Split (série télévisée) : Fariik / Bakaar of the Arabian Knights (voix)
- 1968 : The Adventures of Gulliver (série télévisée) : Thomas Gulliver / King Pomp / Captain Leach (voix)
- 1969 : Dinky Dog : voix additionnelles (voix)
- 1969 : Scoubidou ("Scooby-Doo, Where Are You!") : voix additionnelles (unknown episodes)
- 1970 : Harlem Globe Trotters (série TV) (voix)
- 1970 : Josie and the Pussycats : voix additionnelles (voix)
- 1972 : Les Grandes Rencontres de Scooby-Doo (The New Scooby-Doo Movies) (série TV)
- 1972 : The Flintstones Comedy Hour (série TV) : Noodles (voix)
- 1972 : Sealab 2020 (série TV) : Captain Mike Murphy (voix)
- 1972 : The Houndcats (série TV) : Various (voix)
- 1973 : Yogi's Gang (série TV) : Doggie Daddy (voix)
- 1973 : Butch Cassidy (série TV) : Mr. Socrates (voix)
- 1973 : La Famille Addams ("The Addams Family") : voix additionnelles (voix)
- 1973 : Mini Mini détective (Inch High, Private Eye) (série TV) : Mr. Finkerton (voix)
- 1973 : Jeannie : voix additionnelles (voix)
- 1973 : Speed Buggy : voix additionnelles (1973- ) (voix)
- 1973 : Super Friends (série télévisée) : Colonel Wilcox (1973)
- 1974 : Devlin : voix additionnelles (unknown episodes)
- 1974 : These Are the Days : voix additionnelles (voix)
- 1974 : Partridge Family 2200 AD (série TV) : Reuben Kinkaid (1974-1975) (voix)
- 1975 : The New Tom & Jerry Show (série TV) : Tom / Jerry / Spike / Schnooker (voix)
- 1976 : Laverne & Shirley with Special Guest Star the Fonz : voix additionnelles (voix)
- 1976 : The Mumbly Cartoon Show (série TV) : Shnooker (voix)
- 1976 : Clue Club (série TV) : Sheriff Bagley (voix)
- 1976 : Mantalo ("Jabberjaw") (série TV) (voix)
- 1977 : Scooby's All Star Laff-A-Lympics (série TV) : Mildew Wolf / Doggie Daddy / Dread Baron / The Great Fondue (voix)
- 1977 : Fred Flintstone and Friends (série TV) (voix)
- 1977 : The Marvel Action Universe : voix additionnelles (voix)
- 1977 : C B Bears (série TV) : Various (voix)
- 1978 : The Fantastic Four (série TV) (voix)
- 1978 : Dynomutt Dog Wonder (série TV) : The Gimmick / Eric Von Flick / The Red Vulture / The Blimp / The Glob / The Shadowman (voix)
- 1979 : The Plastic Man Comedy/Adventure Show : voix additionnelles (voix)
- 1979 : The New Fred and Barney Show (série TV) : Mr. Slate (voix)
- 1979 : Casper and the Angels (série TV) : Harry Scary / Commander (voix)
- 1979 : Scooby-Doo et Scrappy-Doo (Scooby-Doo and Scrappy-Doo) : voix additionnelles (unknown episodes)
- 1979 : Fred and Barney Meet the Thing (série télévisée) : George Slate (voix)
- 1979 : Fred and Barney Meet the Shmoo (série télévisée) : George Slate (voix)
- 1965 : Des jours et des vies ("Days of Our Lives") (série télévisée) : Terry Gilbert (unknown episodes, 1979-1980)
- 1981 : Spider-Man and His Amazing Friends (série télévisée) : The Shocker (unknown episodes)
- 1981 : The Kwicky Koala Show (série télévisée) (voix)
- 1981 : Les Schtroumpfs ("Smurfs") : voix additionnelles (unknown episodes)
- 1981 : Spider-Man (série TV) (voix)
- 1982 : The Incredible Hulk (en) : voix additionnelles (unknown episodes)
- 1982 : Shirt Tales : voix additionnelles (voix)
- 1983 : Rubik, the Amazing Cube : voix additionnelles
- 1983 : Les Minipouss ("The Littles") (série télévisée)
- 1983 : The Puppy's Further Adventures (série télévisée) : Father (voix)
- 1983 : G.I. Joe: A Real American Hero (feuilleton TV) : Gen. Flagg, Old Man (voix)
- 1983 : Mister T (série télévisée) (voix)
- 1984 : Transformers (série télévisée) : Alpha Trion (Old) / Bosch / Huffer / Kup / Thundercracker / Windcharger (unknown episodes)
- 1984 : The Voyages of Dr. Dolittle (série télévisée) : Dr. Dolittle (voix)
- 1985 : Kissyfur : voix additionnelles (voix)
- 1985 : Les Treize Fantômes de Scooby-Doo (The 13 Ghosts of Scooby-Doo) (série télévisée) (voix)
- 1985 : G.I. Joe (série télévisée) : Gen. Flagg, Dr. Lucifer, Admiral Latimer (unknown episodes)
- 1986 : Mystérieusement vôtre, signé Scoubidou (The All-New Scooby and Scrappy-Doo Show) (série télévisée) (voix)
- 1986 : InHumanoids (série télévisée) : General Granetary (voix)
- 1986 : The Centurions : voix additionnelles (unknown episodes)
- 1986 : Galaxy High School (série TV) : Beef Bonk (voix)
- 1986 : Les Pierrafeu en culottes courtes (The Flintstone Kids) : voix additionnelles (voix)
- 1987 : Fraggle Rock (série TV) : Doc / Philo / Grunge (voix)
- 1988 : Cantinflas (série TV) : Narrator (voix)
- 1989 : The Karate Kid : voix additionnelles (voix)
- 1990 : Super Baloo ("TaleSpin") : voix additionnelles / Général Bucky Tumult / Prof. Crackpotkin (unknown episodes)
- 1990 : Wake, Rattle & Roll : voix additionnelles (voix)
- 1991 : Yo Yogi! (série télévisée) : Doggie Daddy / Mr. Jinks (voix)
- 1991 : Spacecats : voix additionnelles (voix)